# コラソン・インドマブレ
『コラソン・インドマブレ』（スペイン語: Corazón indomable）は、メキシコのテレビドラマ。カナル・デ・ラス・エストレージャスで2013年2月25日から10月6日まで放送された。
タイトルの意味は「手つかずの心」。

## 登場人物
マリクルス・オリバーレス / マリア・アレハンドラ・メンドーサ・オリバーレス
演：アナ・ブレンダ・コントレラス
オクタビオ・ナルバエス
演：ダニエル・アレナス